# Neoschrammeniella norfolkii
Neoschrammeniella norfolkii är en svampdjursart som beskrevs av Schlacher-Hoenlinger, Pisera och Hooper 2005. Neoschrammeniella norfolkii ingår i släktet Neoschrammeniella och familjen Corallistidae.
Artens utbredningsområde är havet kring Nya Kaledonien. Inga underarter finns listade i Catalogue of Life.